# Кеннеди, Эрика
Эрика Кеннеди Джонсон (англ. Erica Kennedy Johnson; 24 марта 1970, Куинс — 13 июня 2012, Майами-Бич) — американская писательница и журналистка.

## Биография
Эрика Кеннеди Джонсон родилась 24 марта 1970 года в Куинсе (штат Нью-Йорк, США). Её отец умер, когда Эрике было 17 лет; её мать, Мэри Мобли Джонсон, была дизайнером интерьера. В 1992 году окончила колледж Сары Лоуренс со степенью бакалавра.
Её первый и самый успешный роман, «Bling», был опубликован в 2004 году.
13 июня 2012 года была обнаружена мёртвой в собственном доме.